# Royal Jersey Agricultural & Horticultural Society

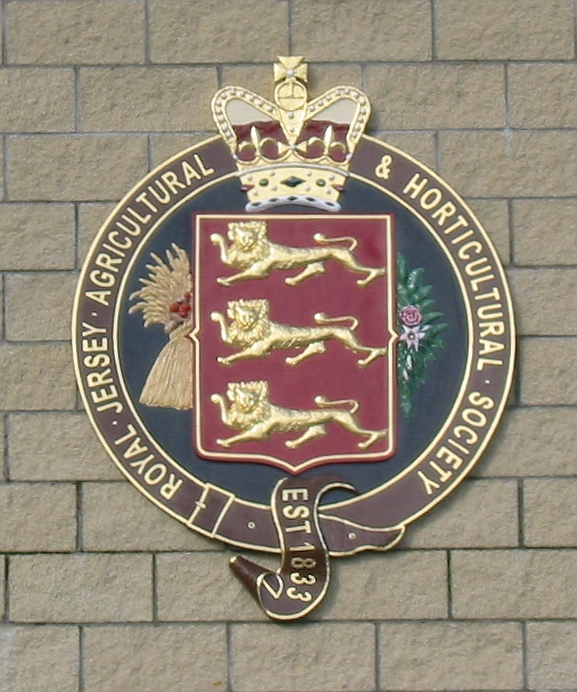
Lo stemma della società

La Royal Jersey Agricultural & Horticultural Society (RJA&HS) è una società impegnata nello studio e sviluppo dell'agricoltura basata sull'Isola di Jersey. Ha avuto un ruolo importante nello sviluppo dei bovini di razza Jersey e nella loro diffusione globale. 
Venne fondata nel 1833 ed ottenne il patrocinio reale l'anno successivo.